# Alció de Niau
Lalció de Niau (Todiramphus gambieri) és una espècie d'ocell de la família dels alcedínids (Alcedinidae), que sobreviu als manglars de Niau, al nord-oest de Tuamotu.